# Yang Lei (Tischtennisspieler)
Yang Lei (* 6. Mai 1977 in China) ist ein deutscher Tischtennisspieler und -trainer chinesischer Abstammung. Er wurde bei der deutschen Meisterschaft 2008 Zweiter im Einzel.

## Werdegang
1997 übersiedelte Yang Lei von Peking nach Deutschland. Seitdem spielte er bei mehreren deutschen Vereinen. Anfang 2007 erhielt er die deutsche Staatsbürgerschaft und war daher berechtigt, an deutschen Meisterschaften teilzunehmen.
Aufsehen erregte er bei der Deutschen Meisterschaft 2008, als er als Oberligaspieler im Einzelwettbewerb gegen Jörg Roßkopf, Nico Christ und Timo Boll, damals Weltranglistenfünfter und achtfacher Deutscher Meister, gewann. Im Endspiel unterlag er trotz eigenem Matchball Torben Wosik mit 3:4 und wurde somit Zweiter.
Bei der Deutschen Meisterschaft 2012 erreichte er im Doppel mit Philipp Floritz das Halbfinale.
2008 trainierte Yang Lei die Damenmannschaft des MTV Tostedt. Seit 2018 arbeitet er als Trainer bei TTC Schwalbe Bergneustadt.
Zur Rückrunde der Saison 2021/2022 wechselte er als Spieler zum TTC Waldniel in die Oberliga NRW. Im Sommer 2023 wurde sein Wechsel zum Oberligisten TTG Sankt Augustin bekannt gegeben.

## Privat
Yang Lei wohnt in Düsseldorf im Stadtteil Knittkuhl und ist seit 2006 verheiratet mit der ebenfalls aus China stammenden deutschen Tischtennisspielerin Han Ying.